# 樵歌
〈樵歌〉是一首古琴曲，最早见于明朝的《神奇秘譜》中卷〈霞外神品〉。今為廣陵琴派四大操之一，劉少椿、梅曰強等人以擅彈此曲聞名，尤其劉少椿被稱為「劉樵歌」。另有吳文光據《神奇秘譜》打譜的版本。

## 解題
《神奇秘谱》：「臞仙曰：『是曲之作也，因元兵入臨安，敏仲以時不合，欲希先賢之志晦跡岩壑，隱遁不仕，故作歌以招同志者隱焉。自以爲遁世無悶也。』」

## 段落
《神奇秘谱》原载共十一段：
一、遯世無悶
二、傲睨物表
三、遠棲雲嶠
四、斧斤入林
五、樂道以書
六、振衣仞岡
七、長嘯谷答
八、詠鄭公風
九、豁然長嘯
十、壽倚松齡
十一、醉舞下山

## 琴譜版本
收錄於《神奇秘譜》、《新刊發明琴譜》、《風宣玄品》、《琴譜正傳》、《西麓堂琴統》、《步虛僊琴譜》、《重修真傳琴譜》、《玉梧琴譜》、《琴書大全》、《琴苑心傳全編》等超過三十部明清譜中。

## 演奏版本
- 《蕉庵琴譜》，廣陵派四大操之一，[2]有劉少椿、梅曰強、林友仁、楊春薇等人的錄音。[5][6][7][8]
- 《神奇秘譜》，吳文光打譜並演奏。[9][10]